# Эконометрическое общество
Эконометрическое общество — международный союз экономистов, основан в 1930 году по инициативе Рагнара Фриша, Ирвинга Фишера и Чарльза Руса под названием: «Эконометрическое общество, международное общество для развития экономической теории в своём взаимодействии со статистикой и математикой».
Первые шестнадцать членов — Фриш, Фишер, Рус, Йозеф Шумпетер, Норберт Винер, Гарольд Хотеллинг, Генри Шульц, Карл Менгер-младший, Эдвин Уилсон, Фредерик Миллс, Уильям Огборн, Джеймс Роджерс, Малкольм Рорти, Карл Снайдер, Уолтер Шухарт, Ойстин Оре и Ингвар Ведерванг.
Издаёт журналы Econometrica, Journal of Mathematical Economics, Theoretical Economics; с 1978 года общество присуждает одну из престижных экономических наград — медаль Фриша. Организует серию регулярных семинаров и конференций, крупнейшее мероприятие — ежегодный Всемирный конгресс Экономического общества. Одна из профессиональных наград для членов общества — приглашение прочесть одну из «именных лекций», регулярно организуемых на отдельных мероприятиях сообщества: лекцию Фишера — Шульца (европейская конференция), лекцию Маршака (региональные мероприятия за пределами Европы и Северной Америки), лекцию Вальраса — Боули (североамериканская конференция), лекцию памяти Фриша (Всемирный конгресс), лекцию Коулса (летняя конференция в Северной Америке).
Членство свободное, платное, по состоянию на 2015 год стоимость составляет $115 в год (с доступом к онлайн-библиотеке) или $175 в год (дополнительно включает подписку на печатные выпуски журналов). Существует статус «действительного члена» (англ. fellow), дающий право голоса на выборах правления и выборах новых действительных членов; ежегодно выбирается несколько десятков новых действительных членов из числа участников сообщества.